# SN 1984I
SN 1984I – supernowa typu Ib odkryta 24 maja 1984 roku w galaktyce E323-G99. Jej maksymalna jasność wynosiła 16,60m.